# Église de Karuna
L'église de Karuna est bâtie en pierre et est située au village de Karuna, sur la commune de Sauvo, dans la région de Finlande du Sud-Ouest en Finlande. 

## Description
Elle appartient à l'Église évangélique-luthérienne de Finlande. Elle fut conçue par l'architecte Josef Stenbäck et construite entre 1908 et 1910. L'église est typique du romantisme national mais contient aussi des éléments de Jugendstil. Le bâtiment a une capacité de 480 sièges et les peintures d'autel ont été réalisées par Ilmari Launis. Le clocher est situé au coin sud-est et les cloches datent de 1689.

## Galerie
|  |  |